# Обояновка
Обоя́новка (рос. Обояновка) — село у складі Маріїнського округу Кемеровської області, Росія.

## Населення
Населення — 282 особи (2010; 363 у 2002).
Національний склад (станом на 2002 рік):
- росіяни — 97 %